# Bataille de San Juan
Guerre hispano-américaine
La bataille de San Juan est un affrontement de la guerre hispano-américaine ayant eu lieu le 1er juillet 1898 sur les hauteurs de San Juan, à l’ouest de Santiago de Cuba. En dépit de pertes assez importantes, principalement dues à un commandement indécis, les Américains remportent une victoire de grande importance : les hauteurs étant sous leur contrôle, ils peuvent librement bombarder la ville et son port. Cette dernière perspective incite la flotte espagnole qui y est ancrée à tenter le 3 juillet une sortie désespérée durant laquelle elle est anéantie, tandis que la ville et sa garnison de plusieurs milliers de soldats capitule le 17 juillet, ouvrant la voie à l’indépendance de Cuba.
La bataille oppose des éléments du Ve Corps américain commandé par le major général William Shafter, notamment sa 1re division d’infanterie et sa 1re division de cavalerie, à des éléments du 4e bataillon du régiment péninsulaire Talavera et du 1er bataillon de Porto-Rico commandés par le lieutenant général Arsenio Linares y Pombo. Bien qu’en très forte infériorité numérique, les Espagnols bénéficient d’un terrain favorable, qu’ils ont eu le temps de solidement fortifier. L’objectif des Américains est d’occuper les hauteurs afin de pouvoir assiéger rapidement Santiago, tandis que les Espagnols essaient de les ralentir le plus possible en espérant que les difficultés de ravitaillement et les maladies les forcent à repartir avant de pouvoir s’emparer de la ville. Après une approche difficile et une longue attente sous un feu nourri en espérant voir arriver du nord la 2e division d’infanterie, retenue par une force espagnole à El Caney, les Américains se résolvent à donner l’assaut sans elle. L’attaque elle-même ne dure guère plus de trente minutes, les Espagnols, submergés, abandonnant rapidement leurs positions pour se replier sur Santiago.

## Contexte
À milieu du XIXe siècle, l’empire colonial espagnol des Amériques est largement en ruines, seuls Cuba et Porto Rico restant en leur possession. À partir des années 1860, Cuba manifeste à son tour des velléités d’indépendance et malgré une victoire espagnole lors de la guerre des Dix Ans, une situation insurrectionnelle s’installe durablement dans l’île. Au cours des années 1880 et 1890, les Espagnols luttent avec succès contre les guérillas indépendantiste, au prix toutefois de l’accroissement du sentiment anti-hispanique au sein de la population des États-Unis voisin, alimenté par la presse. L’explosion du cuirassée américain USS Maine dans le port de Cuba le 15 février 1898 est ainsi immédiatement attribuée aux Espagnols, conduisant à la déclaration de guerre le 28 avril 1898.
Le 22 juin, le gros de l’armée américaine commence à débarquer en désordre à Daiquiri, près de Santiago de Cuba avant de se mettre en route vers la ville, l’objectif étant de s’emparer de la colline de San Juan qui la domine à l’Est. Une première escarmouche a lieu à Las Guasimas le 24 juin, mais la situation évolue dans l’ensemble peu, les Américains ayant des difficultés à débarquer et à se réorganiser. Finalement, le soir du 30 juin, les Américains quittent leur campement à Sevilla pour El Pozo (en). De là l’armée doit se diviser en deux le lendemain, une partie attaquant San Juan, tandis que l’autre attaque El Caney, au Nord, pour empêcher les Espagnols qui s’y trouvent d’intervenir et sécuriser le flanc de l’armée.

## Champ de bataille
L’objectif des Américain est de prendre les hauteurs de San Juan, un petit groupe de collines à l’Est de Santiago, devant lesquelles coule la rivière San Juan. La colline de San Juan, de forme allongée et orientée Nord-Sud, occupe le centre du champ de bataille. Une colline similaire, légèrement en retrait, la prolonge vers le Sud et une autre, également semblable mais orientée Nord-Ouest en fait de même vers le Nord. Un petit plan d’eau baigne le pied de la colline San Juan à l’Ouest et de l’autre côté de celui-ci se trouve Kettle Hill, qui occupe une boucle de la rivière. De l’autre côté de celle-ci coule en parallèle sur la moitié nord du champ de bataille le ruisseau de Las Guamas, tributaire de la San Juan qui la rejoint un peu au sud de Kettle Hill.
L’autre rive est entièrement couverte d’une jungle épaisse jusqu’à El Pozo, à environ 2,5 km de la colline San Juan. La colline d’El Pozo, entre le village et San Juan, est en revanche dégagée. La route principale passe au nord d’El Pozo, traverse le Las Guamas et la San Juan, passe au sud de Kettle Hill puis au centre de la colline San Juan avant de redescendre de l’autre côté vers Santiago. Il existe néanmoins également de nombreuses pistes et pontons aux alentours.
Les collines sont fortifiées par des tranchées courant le long des crêtes, avec en plus un fortin occupant le sommet de la colline San Juan. En plus de leurs tranchées, les Espagnols peuvent aussi bénéficier sur Kettle Hil de la présence d’une petite usine, qui renforce leurs fortifications. Afin de ralentir l’approche des Américains, les Espagnols ont en outre posé des barbelés au pied des collines San Juan et Keetle Hill, ainsi que sur la partie nord de la rive opposée de la rivière San Juan. Néanmoins, l’efficacité de ces fortifications est fortement réduite du fait que les Espagnols ont commis l’erreur de creuser leurs tranchées le long de la ligne de crête et non en-dessous. Cette disposition a pour conséquence de créer un angle mort qui les empêche de tirer sur les assaillants escaladant la pente.

## Forces en présence

### Armée américaine
Les forces américaines sont une partie du Ve Corps, commandé par le major général William Rufus Shafter. Bien que compétent, il est au moment du conflit âgé, obèse et souffre de la goutte, ce qui l’empêche d’assurer efficacement son commandement. Il n’a pas à sa disposition à San Juan l’intégralité des effectifs, une partie ayant été envoyé vers le nord pour affronter les Espagnols à El Caney. Il dispose néanmoins de la 1re division d’infanterie, commandée par le brigadier général Jacob Ford Kent, ainsi que de la division de cavalerie du major général Joseph Wheeler ; celle-ci combat néanmoins comme une unité d’infanterie, la plupart des chevaux n’ayant pas pu être acheminés à Cuba. S’y ajoute plusieurs petites unités de soutien, notamment une batterie d’artillerie disposant de quatre canons de 3,2 in et une batterie de mitrailleuses disposant de quatre Gatling, ainsi qu’un détachement du Signal Corps disposant d’un ballon d’observation.
La 1re division d’infanterie compte au total neuf régiments. Sur le papier un régiment devrait comprendre trois bataillons de quatre compagnies, celle-ci comptant chacune cent quarante hommes, soit une force théorique d’environ quinze mille hommes pour la division. En réalité, les régiments envoyés à Cuba ne comptent que dix compagnies, regroupées en un seul bataillon. En outre, la majeure partie compte moins de la moitié de l’effectif normal, ce qui fait que la force réelle de la division le 1er juillet est d’environ cinq mille hommes. Le même problème s’applique à la division de cavalerie. Un régiment de cavalerie comportant en théorie trois escadrons de quatre compagnies de cent hommes, elle devrait compter sur le papier sept mille deux cents hommes. Toutefois, à Cuba, un régiment complet ne compte guère plus de quatre cent hommes en moyenne et l’effectif total de la division est ainsi d’environ deux mille six cents hommes.
Les forces américaines sont par ailleurs handicapées par plusieurs facteurs. Le principal est une limite organisationnelle : non seulement l’armée n’a plus manœuvré à l’échelle d’un corps d’armée ni même d’une division depuis la guerre de Sécession, mais elle ne dispose plus non plus des capacités logistiques pour supporter de telles formations. Il existe également d’importants problèmes d’équipement. L’uniforme, identique à celui porté aux États-Unis, est par exemple inadapté au combat dans les tropiques. Ne disposant pas non plus de suffisamment de fusils modernes, en l’occurrence des Krag-Jørgensen, une large partie des troupes est équipée de modèles obsolètes, notamment le Springfield Modèle 1873.

### Armée espagnole
Bien qu’il y ait cent soixante mille soldats espagnols à Cuba, l’importante superficie à couvrir et les difficultés de circulation liées à la présence de la guérilla cubaine font que seule une infime partie est disponible pour la bataille. Le commandant des forces espagnoles à San Juan est le lieutenant général Arsenio Linares y Pombo, qui a une longue expérience du combat contre les guérillas cubaines et les tribus marocaines, mais n’a jamais participé à une guerre conventionnelle. Son adjoint est le major général José Toral Vasquez, qui est entré à l’académie militaire à dix ans et a passé sa vie dans l’armée, mais n’a été promu général qu’à presque cinquante ans.
Bien que disposant de forces assez importantes, Linares ne peut en affecter qu’une petite partie à la bataille. Du fait de la présence de la flotte américaines, il doit en effet assurer la défense de la côte et de l’entrée du port, ce qui immobilise de nombreux hommes et la majeure partie de son artillerie. En outre, craignant un débarquement américain à l’Ouest ou une attaque des guérillas cubaines sur la ville, il préfère maintenir la majeure partie des effectifs restant dans et autour de Santiago. Par conséquent, Linares n’affecte qu’environ cinq cent hommes aux hauteurs de San Juan : deux compagnies du 4e bataillon du régiment péninsulaire Talavera, une compagnie 1er bataillon de Porto-Rico et deux canons de la 6e batterie du 4e régiment d’artillerie à cheval. Les Espagnols compensent leur infériorité numérique par les fortifications, une méthode héritée de leurs années de lutte contre les guérillas à partir de points fortifiées.
Comme son opposante américaine l’armée espagnole est handicapée par des facteurs organisationnels. Elle souffre notamment d’un manque d’expérience pour ce type d’affrontement : bien que très expérimentée dans la lutte contre les guérilla, elle n’a ainsi plus menée de conflit conventionnel depuis les guerres napoléoniennes. En outre, elle a particularité d’avoir une proportion d’officiers inhabituellement élevée, de l’ordre d’un officier pour six soldats, ce qui est d’autant plus problématique qu’il y a un gouffre social entre les premiers, majoritairement des nobles sortant de l’académie militaire, et les seconds, issus des classes les plus pauvres de la société. Toutefois, à la différence des Américains, les Espagnols sont plutôt bien équipés, avec un uniforme léger adapté au climat local et l’utilisation généralisée de fusils modernes, à savoir le Mauser Modèle 1893.

## Bataille

### Approche
Le 1er juillet 1898 à 4 heures du matin, l’armée américaine débute ses préparatifs pour la bataille à venir. La batterie Grimes et l’état-major s’installent notamment au sommet de la colline d’El Pozo. Peu avant 8 h 20, le lieutenant-colonel McClerland donne l’ordre à l’artillerie d’ouvrir le feu. La première salve a pour seul effet de déclencher un tir de contrebatterie dont les obus tombent au milieu des troupes qui attendent derrière la colline d’El Pozo. L’échange d’artillerie se poursuit pendant 30 minutes puis les Américains doivent cesser le feu faute de munitions.
Pendant ce temps, la 1re division d’infanterie et la 2e brigade (démontée) de cavalerie entament leur approche le long de la route principale, qui traverse la jungle. Alors qu’ils sont encore à 1,5 km de la rivière San Juan, ils se heurtent toutefois à des tirailleurs espagnols dont le tir précis et soutenu désorganise la colonne et créé la confusion. Pour essayer de localiser les tireurs, le détachement du Signal Corps lance son ballon d’observation. Particulièrement voyant, celui-ci sert alors de point de mire à l’artillerie espagnole, qui a déduit que l’armée américaine doit se trouver dans la jungle en-dessous.
Arrivés à la rivière, les soldats américains s’arrêtent, tandis que les Rough Riders, le 1er et le 10e de cavalerie remontent la rivière pour se positionner sur l’aile droite et le 71e régiment descend en aval sur l’aile gauche. L’ordre de traverser pour donner l’assaut tardant à venir, les pertes s’accroissent progressivement à hauteur du gué, où plus de quatre cents hommes sont tués ou blessés. Dans le même intervalle de temps, le ballon d’observation est abattu et s’écrase dans la rivière.

### Assaut
Après plus d’une heure d’attente, l’ordre d’attaquer est donné à 13 h 5. Sur l’aile droite, les deux brigades de cavalerie à pieds chargent en désordre Kettle Hill, avec en tête le Rough Riders et le 9e de cavalerie. Ils subissent des pertes en escaladant la colline, mais n’ont que peu de combat à mener, les Espagnols abandonnant leurs lignes lorsque les Américains approchent à moins de cinquante mètres. La colline est ainsi entre leurs mains vers 13 h 15 et ils ouvrent alors le feu sur les positions de la colline San Juan.
L’avancée au centre est plus difficile du fait que l’espace dégagé à couvrir entre la jungle et la colline est considérablement plus important et battu par un tir nourri provenant de la colline San Juan. La situation est débloquée peu après 13 h 15 par les mitrailleuses Gatling américaines, qui ont pu être mise en batterie au bord de la rivière. Celles-ci soumettent les positions situées autour du fortin à un feu intense pendant huit minutes, obligeant les Espagnols à se mettre à couvert. Ce délai permet à la 1re brigade d’infanterie d’atteindre le pied de la colline, qu’elle escaladent ensuite sans trop de pertes du fait de la mauvaise disposition des tranchées espagnoles. Les Américains atteignent le sommet à 13 h 28 et, bien que l’assaut soit mené de manière désordonnée, les défenseurs espagnols prennent la fuite en abandonnant le fortin peu après 13 h 30.
La partie sud de la colline San Juan étant pris, l’aile droite américaine reprend alors à 13 h 35 son attaque contre la partie nord depuis Kettle Hill. En infériorité numérique à un contre dix, les Espagnols ne parviennent pas à arrêter les Américains et prennent la fuite lorsque ceux-ci atteignent le sommet vers 13 h 50. L’intensité du combat diminue après cet épisode, mais les Espagnols tirent encore de manière sporadique, obligeant les Américains à s’abriter dans les tranchées et sur le versant opposé. Leur position demeure en outre assez faible, car ils manquent d’hommes pour tenir efficacement l’ensemble de la ligne de front. La contre-attaque crainte ne se matérialise cependant pas, Toral ne parvenant pas à réorganiser ses troupes en l’absence de Linares, blessé pendant la bataille.

## Conséquences

### Conséquences militaires
Les pertes américaines sont de 125 tués à San Juan, auxquels s’ajoutent presque autant lors de la bataille simultanée à El Caney. Les deux affrontements leur coûtent également plus de 1 100 blessés. De leur côté, les Espagnols comptent au total sur les deux engagements 215 morts et 375 blessés. Parmi ceux-ci figurent le général Linares, qui doit confier le commandement de la suite des opérations à Toral.
Bien qu’ayant perdu 10 % de leur effectif, les Américains remportent une victoire tactique qui leur permet de s’installer sur les hauteurs de San Juan, une position clé pour attaquer Santiago et qui leur permet de placer le port sous le feu de leur artillerie. L’escadre espagnole qui y mouille est ainsi contrainte de tenter de forcer le blocus le 3 juillet et est entièrement détruite dans la bataille qui s’ensuit. La ville elle-même est contrainte de capituler le 17 juillet. Néanmoins, la bataille ne marque pas la fin de la guerre, les Espagnols conservant plus de cent milles soldats à Cuba, tandis que l’armée américaine, ravagée par la fièvre jaune, est contrainte de rapatrier une grande partie de ses effectifs aux États-Unis.

## Commémorations
La périphérie de Santiago est désormais urbanisée, mais le sommet de la colline San Juan est occupé depuis les années 1920 par un musée mémorial. Le fortin original ayant disparu, une réplique y a été construite et des pièces d’artillerie espagnoles et américaines sont exposées dans le parc qui l’entoure, où se trouve également plusieurs monuments commémoratifs honorant les révolutionnaires cubains et les soldats américains.